# Wynau
Wynau är en ort och kommun i distriktet Oberaargau i kantonen Bern, Schweiz. Kommunen har 1 708 invånare (2023).